# Varna
 Ovo je glavno značenje pojma Varna. Za jezero u Bugarskoj pogledajte Varna (jezero).
Varna (bug. Варна) je najveći bugarski grad na Crnom moru,  treći je po veličini grad u Bugarskoj s 349 031 stanovnika. Sjedište je Provincije Varna, koja uključuje Oblasti; Dobrič, Šumen, Targovište i Varna.
Ljetni glavni grad Bugarske, Varna je glavna turistička destinacija, ali i veliki sveučilišni centar, velika morska luka, sjedište je bugarske ratne i trgovačke mornarice.

## Povijest
Varna je jedan od najstarijih europskih gradova. Grci iz grada Mileta iz maloazijske provincije Jonije osnovali su trgovačku koloniju apoikia - Odessos oko 570. pr. Kr. (u vrijeme Astiagesa) na mjestu ranije Tračke naseobine. Ime Odessos, prvi put spominje povjesničar Strabon i vjerojatno je karijanskog podrijetla (Karijani su narod koji je živio prije doseljenja grčkih plemena na Balkanski poluotok). 
Prije Tračana koji su naselili ovaj kraj oko 120. pr. Kr., postojalo je nekoliko prapovijesnih kultura, od kojih je najpoznatija Varna kultura. Na području samog grada Varna, sedamdesetih je godina otkrivena nekropola koja je dala mnoštvo predmeta od zlata. C14 analize govore da je nerkopola pripada razdoblju eneolitika, točnije razdoblju od 3600 do 3200 godina prije Krista.  
Odessos je bio najznačajniji grad crnomorskog -  Pontskog Pentapolisa i mjesto susreta između visoko razvijenih Jonjana s jedne strane i barbarskih tračkih plemena (Geta, Krobiza, Teriza) iz unutrašnjosti - jedna miješana grčko - tračka zajednica (pogledajte temu o bogu Darzalasu).
Godine 339. pr. Kr., grad je neusješno opsjedao Filip II. Makedonski, ali se predao Aleksandru Velikom 335. pr. Kr., koji je postavio svog diadochusa Lizimaha da vlada gradom. Rimski grad - Odessus isprva je bio dio - Praefectura orae maritimae, a zatim je 15.g. pripojen Provinciji Meziji, kasnije Donja Mezija). To je bio grad na 47 hektara s poznatim javnim kupalištem - Thermae, podignutim krajem 2. stoljeća pr. Kr., danas je to najveće arheološko nalazište rimske kulture u Bugarskoj. Grad Odessus je vrlo rano kristijaniziran, o tome svjedoče ostatci desetak ranokršćanskih bazilika, samostana, a i legenda da je - Ampliatus,  bio biskup u gradu, (on je jedan od 70 učenika, slijedbenik Sv. Andrije, koji je također po legendi propovijedao u gradu oko 56.). Godine 442. potpisan je u Odessusu, mirovni ugovor između Teodozija II. i hunskog vođe Atile. 
Godine 536., Justinijan I., učinio ga je vojnim sjedištem (Quaestura exercitus) za; Meziju, Skitiju, Kariju, Egejske otoke i Cipar.
Sv.Teofan Ispovijednik ( 8. st. ) prvi put spominje ime Varna, kada je grad podpao pod Slavene, koji su prodrli na Balkan u 6.  - 8. st.
Godine 681., Asparuh, osnivač Prvog Bugarskog Carstva., imao je sjedište svog carstva pod imenom Varna blizu Odessosa, prije premiještanja u Plisku.

### Srednji vijek
U ranom srednjem vijeku  (kraj 9. st. i 10. st. ), kontrola nad gradom prelazila je iz bizantskih u bugarske ruke, u više navrata. Varna je bila i važan ranosrednjovjekovni prepisivački centar (Preslavska škola), u samostanu koji je osnovao prvi bugarski car Boris I. 1201., Kalojan zauzeo je tvrđavu (Svetu subotu) i osvojio grad za Drugo Bugarsko Carstvo.
Pri kraju 13. i tijekom 14. st, grad je postao trgovačko čvorište za brodove Genove, Venecije i Dubrovnika, sve tri pomorske republike imale su svoje konzule u gradu, kao i vlastite kolonije. Neko vrijeme u zajedničkom posjedu, držale su i dvije utvrde s malim lukama Kastricu i Galatu. Pored grada, na ušću rijeke Kamčije, razvila se brodogradnja. Na tadašnjim pomorskim kartama, Varna je označavana kao najvažnija luka između Konstatinopolisa i delte Dunava, i sjedište regije Zagora.
1366. i 1386. grad je bezuspješno opsjedao Amadeo VI. iz Savoje, zatim je nakratko postao sjedište Kneževine Karvune. Potom ga je zauzelo Osmansko Carstvo 1389., nakratko ga je ponovo držao Bizant (za Manuela II. Paleologa 1413. – 1444.), ali su ga 1414. opljačkali Mongoli, da bi ga 1444. ponovno zauzeli Turci.

### Bitka kod Varne
Dana 10. studenog, 1444., dogodila se jedna od posljednjih velikih križarskih bitaka u Europskoj povijesti, ispred zidina grada.
Križarska vojska koju je vodio poljski i ugarsko-hrvatski kralj Vladislav I. te Janko Hunjadi (1443. – 1444.) spremala se iz Varne otploviti za Konstatinopol. Tada su je napale veće otomanske snage (oko 55 000 do 60 000 ljudi) koje je vodio sultan Murat II. Ladislav III. je ubijen pri svom pokušaju da zarobi sultana, zbog toga je stekao nadimak Warneńczyk ( poljski: od Varne, Varnski), a u Mađarskoj Várnai Ulászló, u literaturi na latinskom navodi se kao Ladislaus Varnensis. Ovaj poraz križarske vojske, rezultirao je kasnijim padom Carigrada u osmanske ruke 1453., kao i padom cijele Bugarske pod osmansku vlast na više od 400 godina.

### Kasna osmanska vlast
Krajem 18. st.  Varna je uključena u Četverolist utvrda, zajedno s gradovima; Ruse, Šumen, i Silistra) koje su trebale braniti Dobrudžu i ostalu Bugarsku od nadirućih Rusa u Rusko-turskim ratovima. Ruska vojska je privremeno zauzela grad 1773., pa zatim 1828., nakon dugotrajne opsade grada, (Opsada Varne). Nakon dvije godine oni su se povukli, ali su trajno razorili srednjovjekovnu utvrdu. Za Krimskog rata(1854-1856), u kojem su Britanci i Francuzi ratovali protiv Rusa, Varna su za vojno sjedište i pomorsku bazu koristili Britanci i Francuzi. Mnogo vojnika je pomrlo u gradu od kolere, a sam grad nastradao je u velikom požaru, danas u gradu postoji memorijalno groblje pokopanih vojnika. Godine 1866., izgrađena je prva željeznička pruga (Baron Hirsch) u Bugarskoj, između Varne i grada Ruse na Dunavu, ova pruga je nekoliko godina povezivala otomansku prijestolnicu Istanbul sa Srednjom Europom. Nakon toga ovom trasom išao je i slavni Orient Express. Grad je uskoro postao važan trgovački i prometni centar, u njemu su ubrzo otvorena 12 konzulata. 

### Oslobođenje Bugarske
Na valu nacionalnog oslobođenja balkanskih zemalja, tadašnja Varna koja je imala oko 25 - 26 000 stanovnika, pripala je Bugarskoj Berlinskim mirovnim ugovorom 1878. Ruska vojska ušla je u grad u 27. lipnja, 1878., i tako izgnala tursku vlast.
Varna je bila prva linija bojišnice, za Prvog balkanskog rata, kao i za Prvog svjetskog rata . Grad je ekonomski nazadovao, privremenim priključenjem svoje bogate agrarne okolice (Južna Dobrudža) Rumunjskoj (1913. – 16. i 1919. – 40.). Za Drugog svjetskog rata u grad su ušle snage Crvene armije, u rujnu 1944., i tako pomogle ustoličenju komunističke vlasti u Bugarskoj, za više desetljeća.
U prvim desetljećima nakon oslobođena 1878., grad su napustili mnogi etnički Turci i Grci, a u njega su došli mnogi Bugari iz okolice, sa sjevera zemlje; iz Dobrudže, Besarabije i Male Azije. A kasnije, bugarske izbjeglice iz Makedonije, Istočne Tračke i Grčke, osobito nakon Drugog Balkanskog rata i Prvog svjetskog rata. Danas je to grad s pretežitim bugarskim stanovništvom, ali sa značajnom manjinskim zajednicama Gagauza, Armenaca, i Sefardskih Židova.

## Kultura
- Festival Slavenski zagrljaj

## Vanjske poveznice
- Službene stranice (na bugarskom)
- Satelitske fotografije s imenima mjesta (WikiMapia)
- Karta grada[neaktivna poveznica] (na bugarskom)
- Karta javnog transporta  Arhivirana inačica izvorne stranice od 14. srpnja 2012. (Wayback Machine)
- QTVR filmovi i panoramske fotografije Varne; Katedrala  Arhivirana inačica izvorne stranice od 21. siječnja 2013. (Wayback Machine), Božić  Arhivirana inačica izvorne stranice od 21. siječnja 2013. (Wayback Machine), Gradska vijećnica  Arhivirana inačica izvorne stranice od 21. siječnja 2013. (Wayback Machine), Arheološki muzej  Arhivirana inačica izvorne stranice od 21. siječnja 2013. (Wayback Machine), Ulica Šipka  Arhivirana inačica izvorne stranice od 21. siječnja 2013. (Wayback Machine), Luka  Arhivirana inačica izvorne stranice od 21. siječnja 2013. (Wayback Machine), Noć  Arhivirana inačica izvorne stranice od 21. siječnja 2013. (Wayback Machine)
- Slike iz Varne